# 西垣淳子
西垣 淳子（にしがき あつこ、1969年2月7日 - ）は、日本の経産官僚。父は経済企画庁長官官房長、大蔵省理財局長、大臣官房長、主計局長、大蔵事務次官などを務めた西垣昭。石川県副知事を務めた。

## 来歴
東京都出身。東京学芸大学附属高等学校、東京大学法学部卒業。
1991年 通商産業省へ入省（機械情報産業局総務課）。「官庁訪問で会う人会う人がみんな変わっていた。発想が自由で、枠にとらえられていなかった」との理由で選択した。入省2か月目ほどした金曜日に疲労と栄養失調で意識を失ったという。日米財団主催の日米リーダーシップ・プログラムの日本代表メンバー（任期2年）を務めた。
1997年7月にデューク大学法学院修士課程を修了し、1998年7月にシカゴ大学法学院修士課程を修了した。2017年7月5日 中小企業庁経営支援部小規模企業振興課長。2019年7月5日 特許庁審査業務部長兼中小企業知財戦略支援総合調整官。2022年7月に石川県副知事に就任、任期は2026年6月末までだったが、任期途中の2024年6月末で退任。2024年7月 大臣官房政策統括調整官 (経済産業政策局担当) 兼中小企業庁長官官房政策統括調整官 (DX・EBPM担当) 。2025年7月より政策研究大学院大学特任教授。

## 略歴
- 1991年4月：通商産業省へ入省（機械情報産業局総務課）[3][2]。
- 1992年10月：貿易局検査デザイン行政室。
- 1995年6月：経済企画庁物価局物価政策課。
- 1996年7月：留学（デューク大学）。
- 1997年7月：留学（シカゴ大学）。
- 1998年7月：通商産業省基礎産業局生物化学産業課長補佐（総括班長）。
- 1999年10月：通商産業省大臣官房地方課長補佐（総括班長）。
- 2001年1月6日：経済産業省経済産業政策局産業組織課競争政策室課長補佐。
- 2003年6月：財団法人世界平和研究所主任研究員。
- 2008年6月：経済産業研究所上席研究員。
- 2010年：通商産業政策史編纂ディレクター。
- 2011年：研究コーディネーター（政策史担当）。
- 2011年：公益財団法人世界平和研究所客員研究員。
- 2012年：経済産業省貿易経済協力局貿易管理部安全保障貿易管理課安全保障貿易国際室長。
- 2014年7月：経済産業省製造産業局ものづくり政策審議室長 兼 製造産業局政策企画官。
- 2015年7月：経済産業省商務情報政策局クリエイティブ産業課長 兼 クリエイティブ産業課デザイン政策室長 兼 クリエイティブ産業課ファッション政策室長。
- 2017年7月5日：中小企業庁経営支援部小規模企業振興課長。
- 2019年7月5日：特許庁審査業務部長 兼 中小企業知財戦略支援総合調整官。
- 2021年：経済産業研究所上席研究員。
- 2022年7月：石川県副知事。
- 2024年7月：経済産業省大臣官房政策統括調整官 (経済産業政策局担当) 兼　中小企業庁長官官房政策統括調整官 (DX・EBPM担当) 。
- 2025年7月：政策研究大学院大学特任教授。